# Malta op de Olympische Zomerspelen 2000
Malta nam deel aan de Olympische Zomerspelen 2000 in Sydney, Australië. Ook de twaalfde olympische deelname bleef zonder medailles.

## Deelnemers en resultaten

### Atletiek
| Olympiër      | Discipline | Resultaat | Prestatie              |
| ------------- | ---------- | --------- | ---------------------- |
| Mario Bonello | 100m (m)   | 83e       | serie 1: 9de in 11,06  |
|               |            |           |                        |
| Sue Spiteri   | 100m (v)   | 69e       | serie 6: 8ste in 12,57 |

### Judo
| Olympiër    | Discipline | Resultaat | Prestatie                   |
| ----------- | ---------- | --------- | --------------------------- |
| Laurie Pace | -57kg (m)  | 19e       | 1ste ronde: V van FRA Harel |

### Schietsport
| Olympiër   | Discipline | Resultaat | Prestatie                                  |
| ---------- | ---------- | --------- | ------------------------------------------ |
| Frans Pace | trap (m)   | 32e       | kwalificatie: 32ste met 106 punten (60-46) |

### Zeilen
| Olympiër       | Discipline | Resultaat | Prestatie                                     |
| -------------- | ---------- | --------- | --------------------------------------------- |
| Mario Aquilina | laser      | 37e       | 272 punten: (40-41-25-33-30-35-9-35-32-36-37) |

### Zwemmen
| Olympiër     | Discipline           | Resultaat | Prestatie               |
| ------------ | -------------------- | --------- | ----------------------- |
| John Tabone  | 400m wisselslag (m)  | 45e       | serie 1: 5de in 4.53,12 |
|              |                      |           |                         |
| Angela Galea | 100m vlinderslag (v) | 46e       | serie 1: 2de in 1.07,88 |

Albanië · Algerije · Amerikaanse Maagdeneilanden · Amerikaans-Samoa · Andorra · Angola · Antigua en Barbuda · Argentinië · Armenië · Aruba · Australië · Azerbeidzjan · Bahama's · Bahrein · Bangladesh · Barbados · België · Belize · Benin · Bermuda · Bhutan · Bolivia · Bosnië en Herzegovina · Botswana · Brazilië · Britse Maagdeneilanden · Brunei · Bulgarije · Burkina Faso · Burundi · Cambodja · Canada · Centraal-Afrikaanse Republiek · Chili · China · Chinees Taipei · Colombia · Comoren · Congo-Brazzaville · Congo-Kinshasa · Cookeilanden · Costa Rica · Cuba · Cyprus · Denemarken · Djibouti · Dominica · Dominicaanse Republiek · Duitsland · Ecuador · Egypte · El Salvador · Equatoriaal-Guinea · Eritrea · Estland · Ethiopië · Fiji · Filipijnen · Finland · Frankrijk · Gabon · Gambia · Georgië · Ghana · Grenada · Griekenland · Groot-Brittannië · Guam · Guatemala · Guinee · Guinee‑Bissau · Guyana · Haïti · Honduras · Hongarije · Hongkong · Ierland · IJsland · India · Indonesië · Irak · Iran · Israël · Italië · Ivoorkust · Jamaica · Japan · Jemen · Joegoslavië · Jordanië · Kaaimaneilanden · Kaapverdië · Kameroen · Kazachstan · Kenia · Kirgizië · Koeweit · Kroatië · Laos · Lesotho · Letland · Libanon · Liberia · Libië · Liechtenstein · Litouwen · Luxemburg · Macedonië · Madagaskar · Malawi · Malediven · Maleisië · Mali · Malta · Marokko · Mauritanië · Mauritius · Mexico · Micronesië · Moldavië · Monaco · Mongolië · Mozambique · Myanmar · Namibië · Nauru · Nederland · Nederlandse Antillen · Nepal · Nicaragua · Nieuw-Zeeland · Niger · Nigeria · Noord-Korea · Noorwegen · Oeganda · Oekraïne · Oezbekistan · Oman · Oostenrijk · Pakistan · Palau · Palestina · Panama · Papoea-Nieuw-Guinea · Paraguay · Peru · Polen · Portugal · Puerto Rico · Qatar · Roemenië · Rusland · Rwanda · Saint Kitts en Nevis · Saint Lucia · Saint Vincent en Grenadines · Salomonseilanden · Samoa · San Marino ·  Sao Tomé en Principe · Saoedi-Arabië · Senegal · Seychellen · Sierra Leone · Singapore · Slovenië · Slowakije · Soedan · Somalië · Spanje · Sri Lanka · Suriname · Swaziland · Syrië · Tadzjikistan · Tanzania · Thailand · Togo · Tonga · Trinidad en Tobago · Tsjaad · Tsjechië · Tunesië · Turkije · Turkmenistan · Uruguay · Vanuatu · Venezuela · Verenigde Arabische Emiraten · Verenigde Staten · Vietnam · Wit-Rusland · Zambia · Zimbabwe · Zuid-Afrika · Zuid-Korea · Zweden · Zwitserland · Individuele olympische atleten